# 費馬獎
費馬獎（法語：Prix Fermat）是數學研究領域的一個獎項，獎勵給所有對費馬貢獻最為卓著的領域做出研究者。這些領域包括：變分原理、概率論、解析幾何、以及數論。

## 歷史
本獎在1989年創立，每兩年由圖盧茲數學院在圖盧茲頒發一次。2011年的獎金定為2萬歐元。

## 獲獎人
- 1989年：Abbas Bahri、肯尼斯·阿蘭·黎貝
- 1991年：Jean-Louis Colliot-Thélène
- 1993年：Jean-Michel Coron
- 1995年：安德魯·懷爾斯
- 1997年：米歇尔·塔拉格朗
- 1999年：Fabrice Béthuel、Frédéric Hélein
- 2001年：理查德·泰勒、文德林·维尔纳
- 2003年：Luigi Ambrosio
- 2005年：Pierre Colmez、Jean-François Le Gall
- 2007年：Chandrashekhar Khare
- 2009年：埃隆·林登施特劳斯、赛德里克·维拉尼
- 2011年：曼久尔·巴尔加瓦、Igor Rodnianski
- 2013年：Camillo De Lellis、马丁·海雷尔
- 2015年：Laure Saint-Raymond、皮特·舒尔策
- 2017年：西蒙·布伦德勒、Nader Masmoudi
- 2019年：马林娜·维亚佐夫斯卡、阿列克谢·鲍罗廷（英语：Alexei Borodin）

## 外部連結
- 费马奖官方网站 （页面存档备份，存于）